# Paul Howard (Musiker)

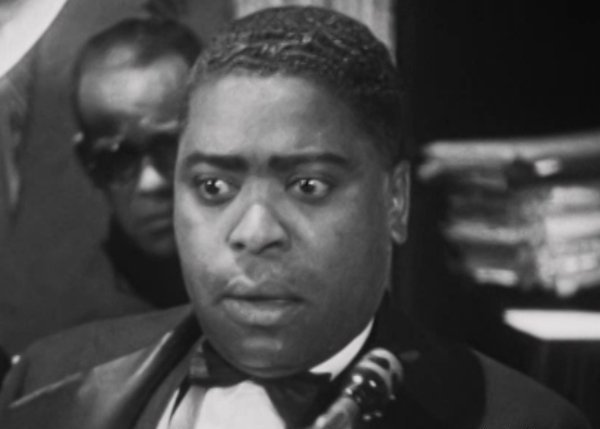
Paul Howard

Paul Leroy Howard (* 20. September 1895 in Steubenville, Ohio; † 18. Februar 1980 in Los Angeles) war ein US-amerikanischer Jazzmusiker (Saxophon, Klarinette) und Bandleader.
Howard wuchs in Ohio auf und lernte zunächst Kornett (Instrument), daneben spielte er auch Oboe, Fagott, Flöte und Piano, konzentrierte sich dann aber auf das Tenorsaxophon. Nachdem er um 1911 nach Los Angeles gezogen war, spielte er bei Wood Wilson's Syncopators 1916, Satchel McVea's Howdy Band und mit Harry Southard's Black and Tan Band, ferner mit King Oliver und Jelly Roll Morton bei deren Tourneen durch Kalifornien. Erste Aufnahmen entstanden 1922–23 mit den Quality Four, 1925 spielte er mit Sonny Clay. Anschließend gründete er die Quality Serenaders, zu denen im Laufe ihres Bestehens auch Lionel Hampton (Schlagzeug und Gesang), Charlie Lawrence, Reginald Foresythe, George Orendorff (Trompete), Lawrence Brown, Lloyd Reese und Ivie Anderson gehörten. 1927–29 hatte die Band ein Engagement in Sebastian's Cotton Club; in dieser Zeit entstanden Aufnahmen für Victor Records. Die Musik von Paul Howard's Quality Serenaders zeichnete sich durch die Arrangements ihres Lead-Saxophonisten Charlie Lawrence aus, der das meiste Bandrepertoire schrieb.  1930 löste sich die Formation auf, als Les Hite mehrere Musiker übernahm. In den folgenden Jahren spielte Howard mit Ed Garland, Freddie Washington, Lionel Hampton (1935), Eddie Barefield (1936/37), Charlie Echols und eigenen Ensembles, mit denen er u. a. im Virginia's in Los Angeles (1939–53) auftrat.

## Diskographische Hinweise
- Jazz In California 1923 to 1930 (Timeless Records)